# 亞伯特歧鬚鮠
亞伯特歧鬚鮠，為輻鰭魚綱鯰形目倒立鯰科歧须𬶏属的其中一種，為熱帶淡水魚，分布於非洲剛果河流域，體長可達20.3公分，棲息在底中層水域，生活習性不明，可做為觀賞魚。

## 扩展阅读
維基物種上的相關：亞伯特歧鬚鮠